# Asiana-Airlines-Flug 733
Der Asiana-Airlines-Flug 733 (Flugnummer IATA: OZ733, ICAO: AAR733) war ein Inlandslinienflug der südkoreanischen Fluggesellschaft Asiana Airlines von Seoul nach Mokpo. Am 26. Juli 1993 ereignete sich auf diesem Flug der Flugunfall einer Boeing 737-5L9 mit dem Luftfahrzeugkennzeichen HL7229, bei dem 68 Menschen getötet wurden.

## Flugzeug
Bei dem verunglückten Flugzeug handelte es sich um eine Boeing 737-5L9, die zum Zeitpunkt des Unfalls 3 Jahre und 1 Monat alt war. Die Maschine wurde im Werk von Boeing in Renton im Bundesstaat Washington endmontiert und absolvierte am 14. Juni 1990 ihren Erstflug, ehe sie am 26. Juni 1990 neu an die dänische Maersk Air ausgeliefert wurde, welche die Maschine mit dem Luftfahrzeugkennzeichen OY-MAB zuließ. Das Flugzeug trug die Werksnummer 24805, es handelte sich um die 1878. Boeing 737 aus laufender Produktion. Am 27. November 1992 wurde die Maschine an die Asiana Airlines verleast, welche diese mit dem neuen Luftfahrzeugkennzeichen HL7229 zuließ. Das zweistrahlige Schmalrumpfflugzeug war mit zwei Triebwerken des Typs CFMI CFM56-3B1 ausgestattet. Bis zum Zeitpunkt des Unfalls hatte die Maschine eine kumulierte Betriebsleistung von 7.301 Betriebsstunden bei 5.707 Starts und Landungen absolviert.

## Besatzung
Es befand sich eine sechsköpfige Besatzung an Bord der Maschine, bestehend aus dem Flugkapitän Hwang In-ki (Koreanisch: 황인기, Hanja: 黃仁淇, RR: Hwang In-gi. M-R: Hwang In'gi), dem Ersten Offizier Park Tae-hwan (Koreanisch: 박태환, Hanja: 朴台煥, RR: Bak Tae-hwan. M-R: Pak T'ae-hwan) sowie vier Flugbegleiterinnen.

## Passagiere
Den Flug vom Flughafen Seoul-Gimpo zum Flughafen Mokpo hatten 110 Passagiere angetreten. Ein Großteil der Fluggäste waren Südkoreaner. Unter den Fluggästen befanden sich ferner drei Japaner und zwei US-Amerikaner. Viele der Passagiere waren Urlaubsreisende, die sich auf dem Weg zu den bekannten Sommerurlaubsressorts am Gelben Meer befanden.

## Unfallhergang
Am 26. Juli 1993 startete die Maschine vom Flughafen Seoul-Gimpo zum Flug OZ733. Die geplante Ankunftszeit auf dem Flughafen Mokpo war 15:15 Uhr. Die Wetterverhältnisse in Mokpo und der Provinz Jeollanam-do waren an diesem Tag sehr schwierig. Es war sehr windig bei heftigen Regenschauern, wobei die Wetterverhältnisse sich kaum auf die Flugdauer und geplante Ankunftszeit auswirkten. Die Piloten versuchten um 15:24 Uhr ein erstes Mal die Maschine zu landen, mussten jedoch einen Fehlanflug durchführen. Auch ein zweiter Landeversuch um 15:28 Uhr scheiterte. Um 15:38 setzten die Piloten zu einem dritten Landeversuch an. Die Maschine verschwand um 15:41 Uhr von den Radarschirmen. Um 15:48 Uhr wurde die Boeing 737 in einer Höhe von 800 Fuß (ca. 240 Meter) in die Flanke des Berges Ungeo geflogen.

## Rettungsaktion
Das Wrack der Maschine wurde um 15:50 Uhr in der Nähe des Ortes Masanri im Landkreis Haenam der Provinz Jeollanam-do, etwa 7,5 Kilometer südwestlich des Flughafens Mokpo gesichtet. Zwei Überlebende des Unfalls rannten zu dem Dorf Hwawon-myeon am Fuße des Berges, um Hilfe zu holen.

## Opfer
Bei dem Unfall wurden 68 Personen getötet, darunter die beiden Piloten sowie 66 Passagiere.

## Ursache
Asiana Airlines erklärte nach dem Unfall, dass die Maschine durch die drei aufeinanderfolgenden Landeversuche verlangsamt worden sei und dass die Maschine allem Anschein nach abgestürzt sei. Die Landebahnen verfügten über kein Instrumentenlandesystem. Der Flughafen Mokpo war ausschließlich mit einem Drehfunkfeuer und einem Distance Measuring Equipment ausgestattet, weshalb Piloten in manchen Fällen mehrere Landeversuche unternehmen mussten. Dieser Umstand stellte einen beitragenden Faktor bei dem Unfall dar. Der Generaldirektor des südkoreanischen Transportministeriums, Chung Jong-hwan, äußerte, dass die Handlungen des Flugkapitäns Hwang den Unfall verursacht hätten. Im Rahmen der Flugunfalluntersuchung wurde ein Pilotenfehler als Ursache des Unfalls festgestellt, zumal der Sinkflug eingeleitet wurde, während die Maschine noch einen Berggipfel überflog. Auf dem geborgenen Cockpit Voice Recorder war zu hören, dass die Besatzung der Flugsicherung nach dem dritten Landeversuch mitteilte, dass die Maschine vom Kurs abkomme. Ferner wurde festgestellt, dass Kapitän Hwang die Maschine bewusst unterhalb der Sicherheitsflughöhe von 1.600 Fuß (ca. 490 Meter) flog, da er einige Sekunden vor dem Aufprall "OK, 800 Fuß" sagte.

## Folgen
Es handelte sich um den ersten tödlichen Unfall der Asiana Airlines und er ist bis heute (Stand: April 2020) deren Zwischenfall mit den meisten Todesopfern. Nach dem Unfall stellte Asiana Airlines die Flugverbindung von Seoul-Gimpo nach Mokpo ein. Die Fluggesellschaft zahlte den Hinterbliebenen der Opfer Entschädigungen.
Das Transportministerium plante als Reaktion auf den Unfall den Bau des Flughafens Muan, der im Jahr 2007 eröffnet wurde, woraufhin der kommerzielle Luftverkehr auf dem Flughafen Mokpo eingestellt wurde und das Gelände in eine Luftwaffenbasis umgewidmet wurde. Infolge des Unfalls stornierte Asiana Airlines ihre Bestellung über Flugzeuge des Typs Boeing 757-200 und bestellte stattdessen Maschinen vom Typ Airbus A321.

## Bedeutung
Es handelte sich seinerzeit um den opferreichsten Flugunfall in Südkorea, bis dieser im Jahr 2002 durch den Air-China-Flug 129 übertroffen wurde. Es war zudem der erste und opferreichste Unfall mit einer Maschine des Typs Boeing 737-500, bis dieser im Jahr 2008 durch den Aeroflot-Flug 821 übertroffen wurde. Mit Stand April 2020 handelt es sich in beiden Statistiken um den jeweils zweitschwersten Unfall.